# Tasiujaq
Pour Tasiujaq (terre réservée inuit), voir Tasiujaq (terre réservée inuit).
Tasiujaq (inuktitut : ᑕᓯᐅᔭᖅ) est un village nordique du Nunavik de l'administration régionale Kativik situé dans la région administrative du Nord-du-Québec, au Québec.

## Description
Tasiujaq est également le nom d'une terre réservée inuit. Le village est situé au bord de la rivière aux Feuilles formant un lac conduisant à la baie aux Feuilles, elle-même située sur la baie d'Ungava.
Le toponyme du village signifie « Qui ressemble à un lac »

## Histoire
Les premiers témoignages de l'existence d'un établissement dans ce secteur remontent à 1830. En 1833, la Compagnie de la Baie d'Hudson établit un poste d'approvisionnement à l'anse du Comptoir, à quelques kilomètres du village actuel. Abandonné en 1842, le site est occupé à nouveau en 1905, par la compagnie Revillon Frères, puis en 1907 par la Compagnie de la Baie d'Hudson.
En 1941, les États-Unis entreprennent la construction d'une base militaire à Kuujjuaq. Ces activités marquent le déclin commercial de Tasiujaq qui est déserté par ses habitants. Une seule famille, les Cain, reste sur place. De 1950 à 1955, l'exploitation d'un gisement minier par la Fenimore Iron Mines relance les activités locales mais ce n'est qu'en 1966 que les Tasiujarmiut se réinstallent définitivement dans la communauté. En 1963, le gouvernement québécois décide de créer un village sur la rive sud du lac aux Feuilles, où les ressources fauniques étaient plus abondantes qu'à Kuujjuaq.
En 1966, les Inuits eurent à choisir l'implantation du futur village. Deux sites étaient envisagés : l'endroit nommé « Qaamanialuk Paanga » et l'ancien emplacement des postes de commerce de la fourrure. Ils ont finalement choisi Qaamanialuk Paanga pour les raisons suivantes :
- facilement accessible depuis la mer
- eau potable de la rivière Bérard à proximité
- espace suffisant pour construire une piste d'atterrissage.

En 1980, le village est incorporé en municipalité de village nordique. Depuis 1996, le Corps de police régional Kativik assure les services de police pour Tasiujaq.

## Démographie

### Population
| 1996 | 2001 | 2006 | 2011 | 2016 |
| ---- | ---- | ---- | ---- | ---- |
| 191  | 228  | 248  | 303  | 369  |

### Langues
À Tasiujaq, selon l'Institut de la statistique du Québec, la langue la plus parlée le plus souvent à la maison en 2011 sur une population de 300 habitants, est l'inuktitut à 90%, le français à 3,33% et l'anglais à 5%.

## Administration
| Période                                  | Période  | Identité       | Étiquette | Qualité    |
| ---------------------------------------- | -------- | -------------- | --------- | ---------- |
| ?                                        | 2015     | Peter Angnatuk |           |            |
| 2015                                     | En cours | Billy Cain     |           | Pourvoyeur |
| Les données manquantes sont à compléter. |          |                |           |            |

## Faune
La région est riche en bœufs musqués, caribous, phoques, bélugas, saumons de l'Atlantique, faucons gerfauts, faucons pèlerins, bernaches du Canada et oiseaux de mer.

## Éducation
La Commission scolaire Kativik administre l'École Ajagudak.

## Galerie

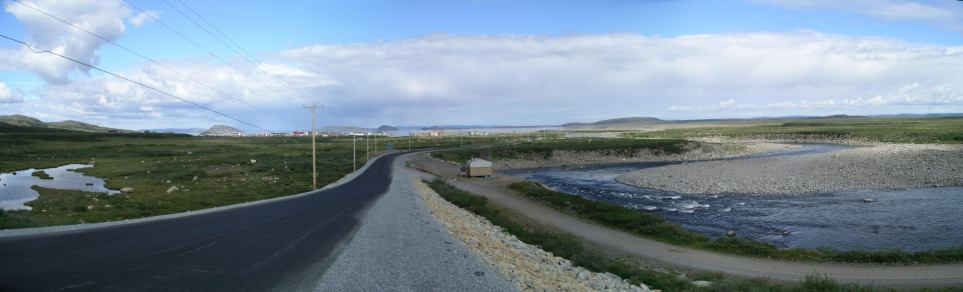
Une vue de Tasiujaq depuis le sud.
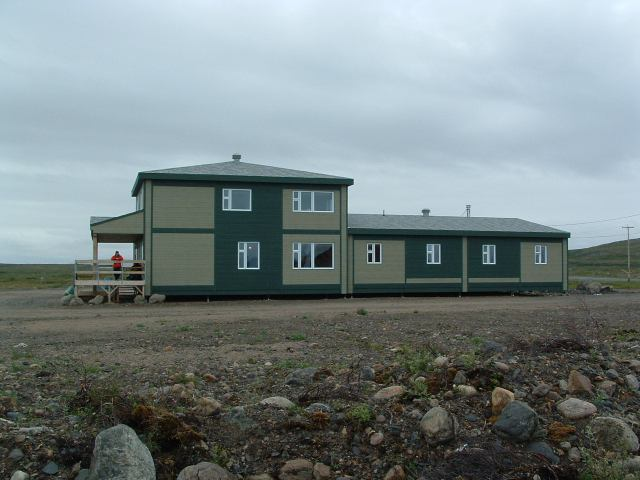
L'hôtel Iqaluppik.
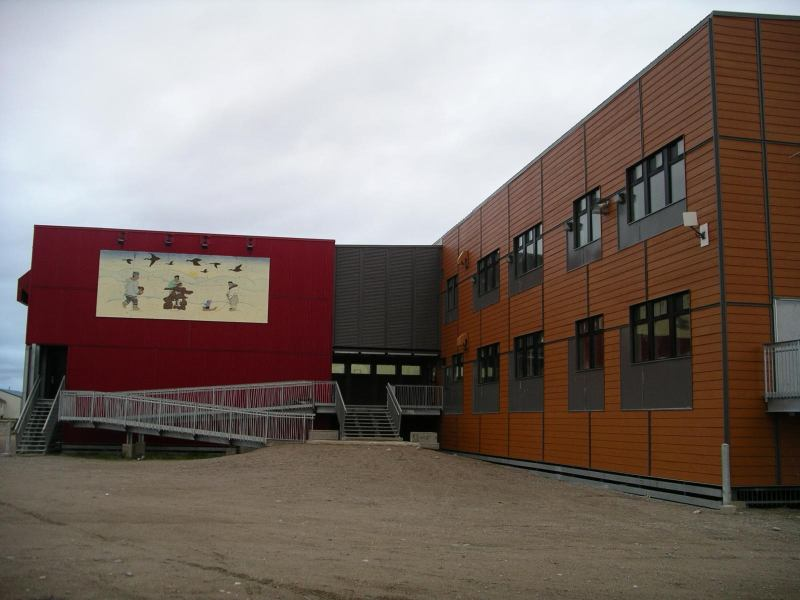
L'école Ajagudak.
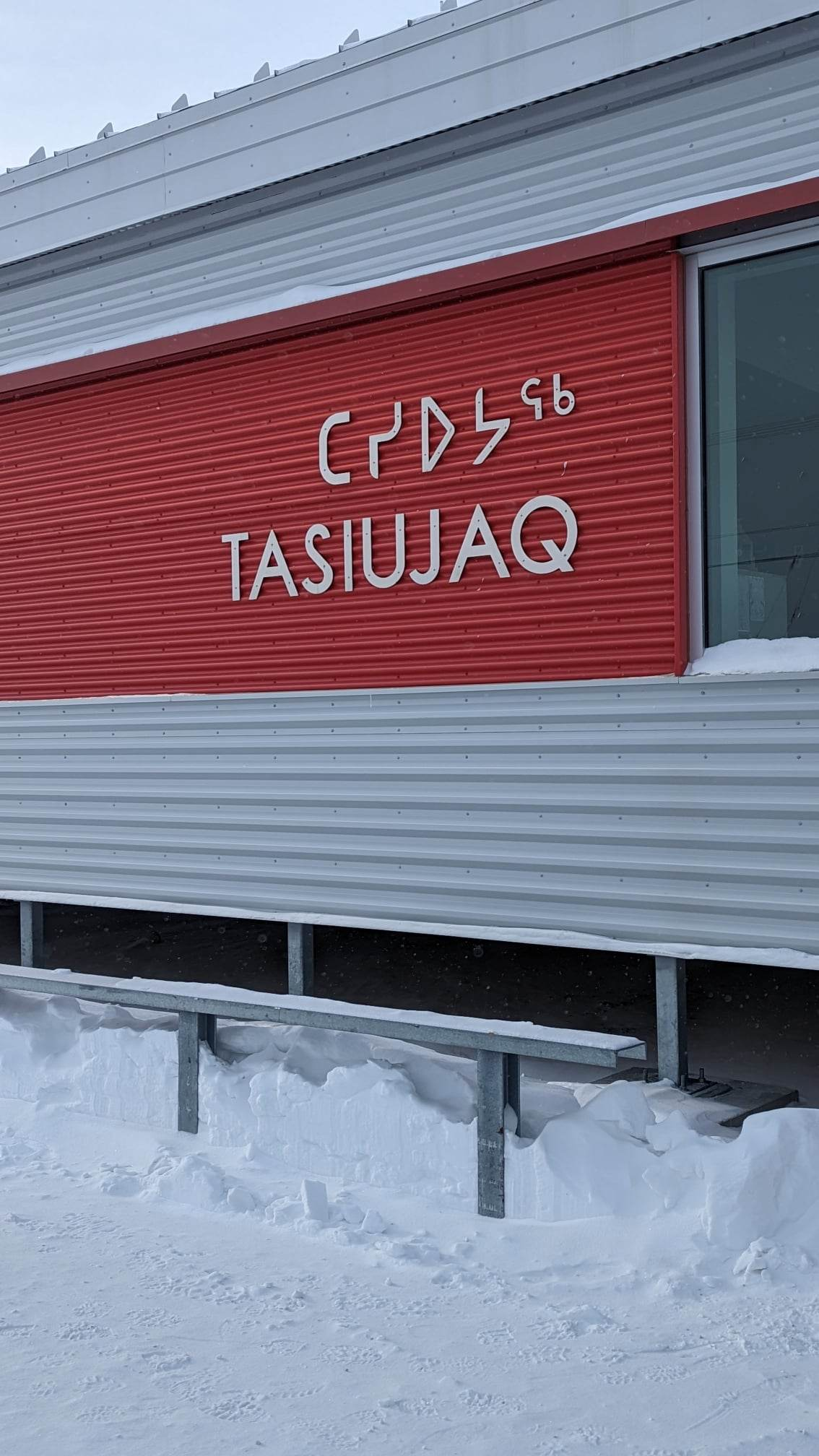
Aéroport de Tasiujaq.